# Rover JET1

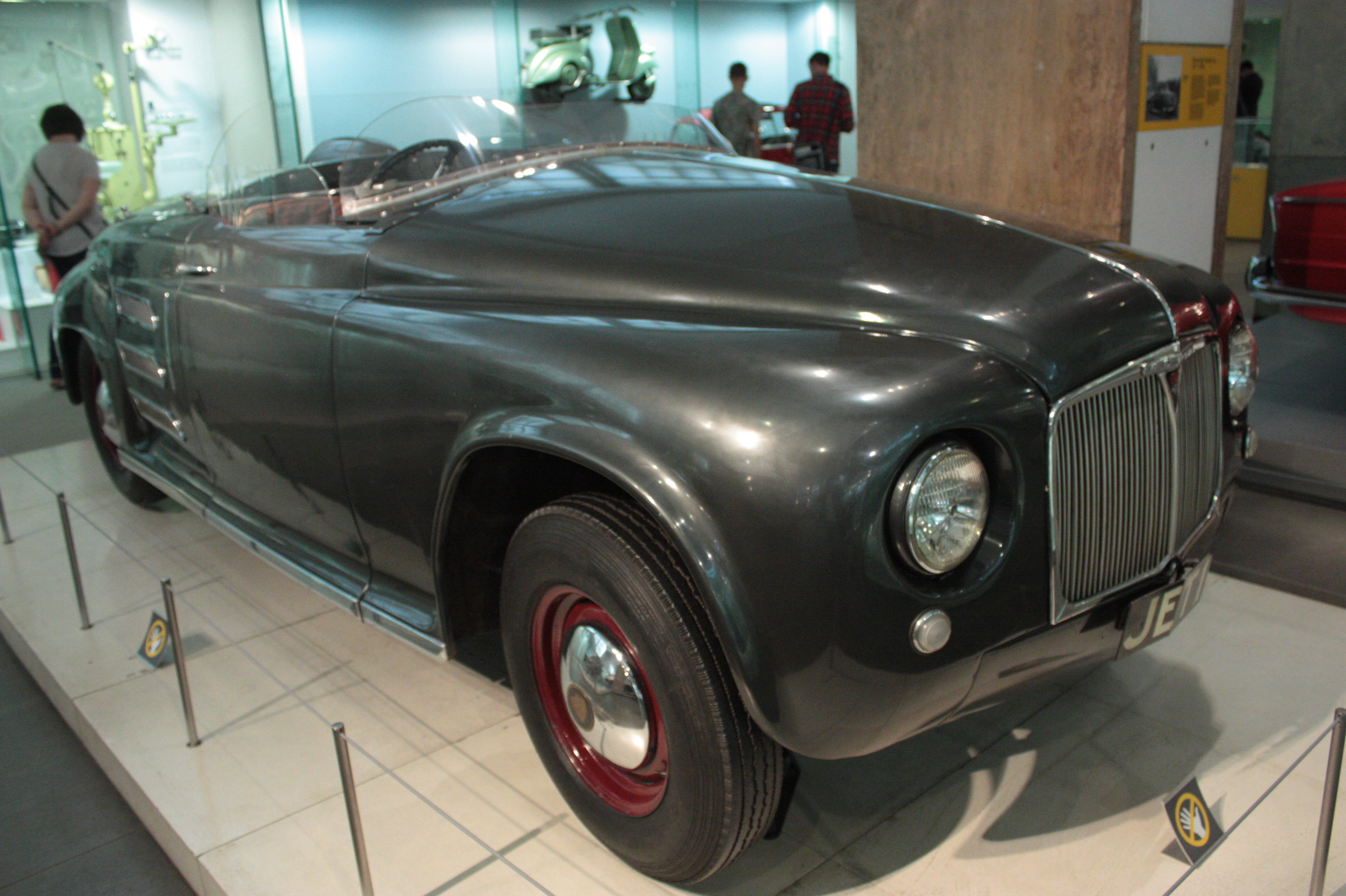
Rover Jet 1, vista frontal

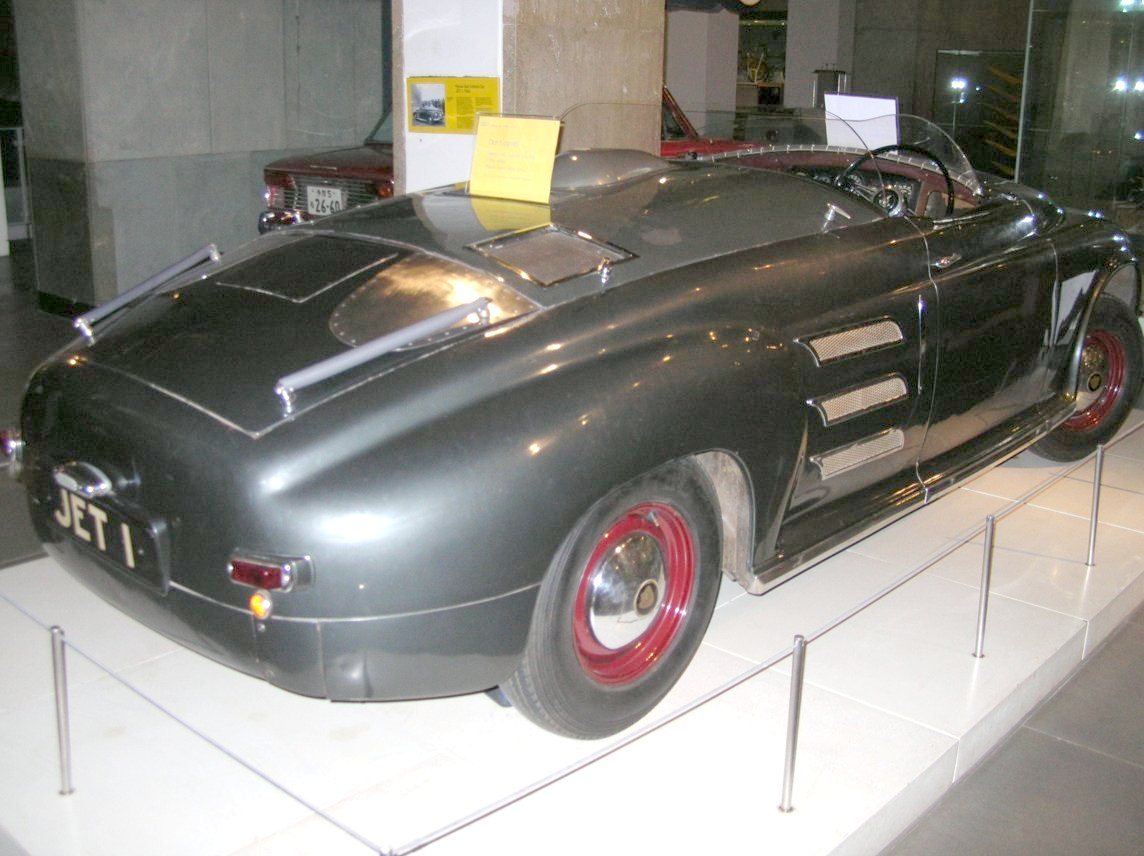
Vista trasera

El Rover JET1 era un automóvil con turbina de gas, construido originalmente en Solihull en 1949/1950 por el fabricante de vehículos británico Rover. El modelo inicial sería modificado a un estilo más aerodinámico en 1952. Batió el récord mundial de velocidad para un automóvil propulsado por una turbina de gas en 1952, con un registro de 152,691 millas por hora (245,733 km/h).

## Historia
Rover había ganado el Dewar Trophy en 1950 por su trabajo en un automóvil impulsado por una turbina, en reconocimiento a sus destacados logros pioneros en este campo. Era la primera vez que se entregaba este trofeo desde 1929.
En marzo de 1950, Rover mostró al público el prototipo JET1, el primer automóvil propulsado con un motor de turbina de gas. Se trataba de un turismo abierto con dos asientos. El motor estaba colocado detrás de los asientos, contaba con rejillas de entrada de aire a cada lado del automóvil, y con salidas de escape en la parte superior de la parte trasera. Durante las pruebas, el automóvil alcanzó una velocidad máxima de 88 mph (141,6 km/h). Después de exhibirse en el Reino Unido y en los Estados Unidos en 1950, el JET1 se desarrolló aún más, y se sometió a pruebas de velocidad en la autopista de Jabbeke en Bélgica en junio de 1952,, donde superó las 150 millas por hora (241,4 km/h). El JET1 se encuentra actualmente en exhibición en el Museo de Ciencias de Londres.